# Ваньо Славеев
Ваньо Христов Славеев е български офицер, бригаден генерал.

## Биография
Роден е през 1956 г. в град Криводол. През 1980 г. завършва Висшето народно военно артилерийско училище в Шумен със специалност радиоелектронна техника. През 2001 г. завършва Военната академия в София. Работил е в инспектората на Министерството на отбраната. На 5 април 2003 г. е назначен за командир на 1-ва зенитно-ракетна бригада. На 4 май 2005 г. е назначен за командир на 1-ва зенитноракетна бригада. На 25 април 2006 г. е назначен за командир на 1-ва зенитноракетна бригада, считано от 1 юни 2006 г. и удостоен с висше офицерско звание бригаден генерал. На 1 юли 2009 г. е назначен за командир на 1-ва зенитноракетна бригада. На 17 октомври 2012 г. е освободен от длъжността командир на 1-ва зенитноракетна бригада, считано от 1 декември 2012 г. От 2016 г. е изпълнителен директор на Агенцията за борба с градушките.

## Военни звания
- Лейтенант (1980)
- Бригаден генерал (25 април 2006)